# Pawlet
Pawlet ist eine Town im Rutland County des Bundesstaates Vermont in den Vereinigten Staaten mit 1424 Einwohnern (laut Volkszählung von 2020).

## Geografie

### Geografische Lage
Pawlet liegt im Südwesten des Rutland Countys, in den Green Mountains. Das Gebiet der Town ist durchsetzt mit Hügeln und Tälern. Der Mettawee River entwässert in nordwestlicher Richtung mit seinen Nebenflüssen die Town. Die höchste Erhebung auf dem Gebiet der Town ist der Haystack Mountain mit 567 m Höhe.

### Nachbargemeinden
Alle Entfernungen sind als Luftlinien zwischen den offiziellen Koordinaten der Orte aus der Volkszählung 2010 angegeben.
- Norden: Wells, 2,7 km
- Nordosten: Tinmouth, 12,9 km
- Osten: Danby, 14,5 km
- Südosten: Dorset, 16,9 km
- Süden: Rupert, 3,7 km
- Südwesten: Salem, NY, 16,5 km
- Westen: Hebron, NY, 18,4 km
- Nordwesten: Granville, NY, 13,5 km

### Klima
Die mittlere Durchschnittstemperatur in Pawlet liegt zwischen −6,7 °C (20 °Fahrenheit) im Januar und 21,1 °C (70 °Fahrenheit) im Juli. Damit ist der Ort gegenüber dem langjährigen Mittel der USA um etwa 8 Grad kühler. Die Schneefälle zwischen Mitte Oktober und Mitte Mai liegen mit mehr als zwei Metern etwa doppelt so hoch wie die mittlere Schneehöhe in den USA. Die tägliche Sonnenscheindauer liegt am unteren Rand des Wertespektrums der USA, zwischen September und Mitte Dezember sogar deutlich darunter.

## Geschichte
Pawlet wurde am 26. August 1761 als Grant durch Benning Wentworth gegründet. Den Grant bekam Jonathan Willard zusammen mit 76 weiteren Siedlern. Zunächst siedelten sich jedoch nur wenige Familien bedingt durch aufkommende Kriegshandlungen an. Im Jahr 1770 lebten neun Familien auf dem Gebiet der Town. Willard kaufte in Folge von anderen Nehmern des Grants Land auf, bis ihm etwa zwei Drittel des Gebietes der Town gehörte. Das andere Drittel gehörte Simeon Burton und William Fairfield, welche sich bereits 1762 in Pawlet ansiedelten. Die erste Stadtversammlung fand 1769 statt und Simeon Burton war der erste Town Cleark von Pawlet. Nach dem Krieg siedelten sich viele ehemalige Soldaten an.

### Religionen
1781 gründete sich die Kongregationalistische Gemeinde und 1797 errichtete sie die erste Kirche. Die Baptistische Gemeinde gründete sich 1791 und 1800 erbaute die Gemeinde eine Kirche. Weitere in Pawlet vertretene Religionsgemeinschaften sind die Methodisten, Episkopalen und die Universalisten. Heute gibt es zudem eine Gemeinde der United Church of Christ und der Römisch-katholischen Kirche.

### Einwohnerentwicklung
| Volkszählungsergebnisse – Town of Danby, Vermont | Volkszählungsergebnisse – Town of Danby, Vermont | Volkszählungsergebnisse – Town of Danby, Vermont | Volkszählungsergebnisse – Town of Danby, Vermont | Volkszählungsergebnisse – Town of Danby, Vermont | Volkszählungsergebnisse – Town of Danby, Vermont | Volkszählungsergebnisse – Town of Danby, Vermont | Volkszählungsergebnisse – Town of Danby, Vermont | Volkszählungsergebnisse – Town of Danby, Vermont | Volkszählungsergebnisse – Town of Danby, Vermont | Volkszählungsergebnisse – Town of Danby, Vermont |
| Jahr                                             | 1700                                             | 1710                                             | 1720                                             | 1730                                             | 1740                                             | 1750                                             | 1760                                             | 1770                                             | 1780                                             | 1790                                             |
| ------------------------------------------------ | ------------------------------------------------ | ------------------------------------------------ | ------------------------------------------------ | ------------------------------------------------ | ------------------------------------------------ | ------------------------------------------------ | ------------------------------------------------ | ------------------------------------------------ | ------------------------------------------------ | ------------------------------------------------ |
| Einwohner                                        |                                                  |                                                  |                                                  |                                                  |                                                  |                                                  |                                                  |                                                  |                                                  | 1.458                                            |
| Jahr                                             | 1800                                             | 1810                                             | 1820                                             | 1830                                             | 1840                                             | 1850                                             | 1860                                             | 1870                                             | 1880                                             | 1890                                             |
| Einwohner                                        | 1.938                                            | 2.233                                            | 2.155                                            | 1.965                                            | 1.748                                            | 1.843                                            | 1.539                                            | 1.505                                            | 1.696                                            | 1.745                                            |
| Jahr                                             | 1900                                             | 1910                                             | 1920                                             | 1930                                             | 1940                                             | 1950                                             | 1960                                             | 1970                                             | 1980                                             | 1990                                             |
| Einwohner                                        | 1.731                                            | 1.959                                            | 1.413                                            | 1.476                                            | 1.192                                            | 1.156                                            | 1.112                                            | 1.184                                            | 1.244                                            | 1.314                                            |
| Jahr                                             | 2000                                             | 2010                                             | 2020                                             | 2030                                             | 2040                                             | 2050                                             | 2060                                             | 2070                                             | 2080                                             | 2090                                             |
| Einwohner                                        | 1.394                                            | 1.477                                            | 1.424                                            |                                                  |                                                  |                                                  |                                                  |                                                  |                                                  |                                                  |

## Wirtschaft und Infrastruktur

### Verkehr

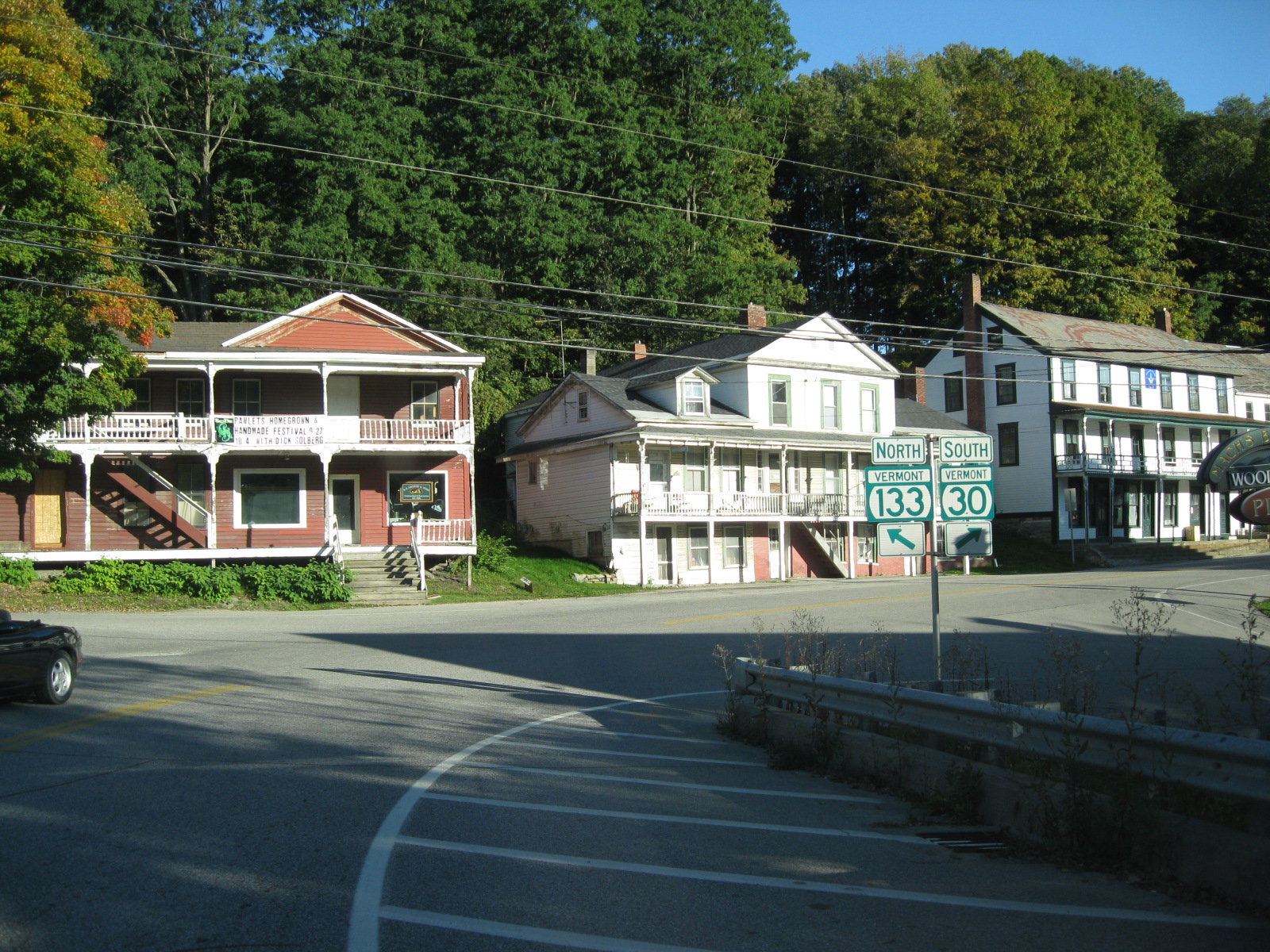
Kreuzung der State Route 30 mit der State Route 133 in Pawlet

Die Vermont State Route 30 verläuft in nord-südlicher Richtung zentral von Wells nach Dorset durch die Town. Im Westen verläuft die Vermont State Route 153 ebenfalls nord-südlich und trifft im Nordwesten auf die 30. Von dieser Verbindung zweigt nach Granvill die Vermont State Route 149 ab. Der nächstgelegene Haltepunkt der Eisenbahn befindet sich in Fair Heaven.

### Öffentliche Einrichtungen
In Pawlet gibt es kein eigenes Krankenhaus. Das nächstgelegene Krankenhaus ist das Emma Laing Stevens Hospital in Granville, New York.

### Bildung
Pawlet gehört mit Danby, Dorset, Langrove, Londonderry, Mt. Tabor, Manchester, Peru, Rupert, Sunderland, Weston und Winhall zur Bennington-Rutland Supervisory Union In Pawlet bietet die Mettawee Community School Unterricht von Kindergarten bis zur 6. Klasse.
Die Pawlet Public Library befindet sich an der School Road in Pawlet.

## Persönlichkeiten

### Persönlichkeiten, die vor Ort gewirkt haben
- Aaron Clark (1787–1861), Politiker, Bürgermeister von New York City